# پچینا

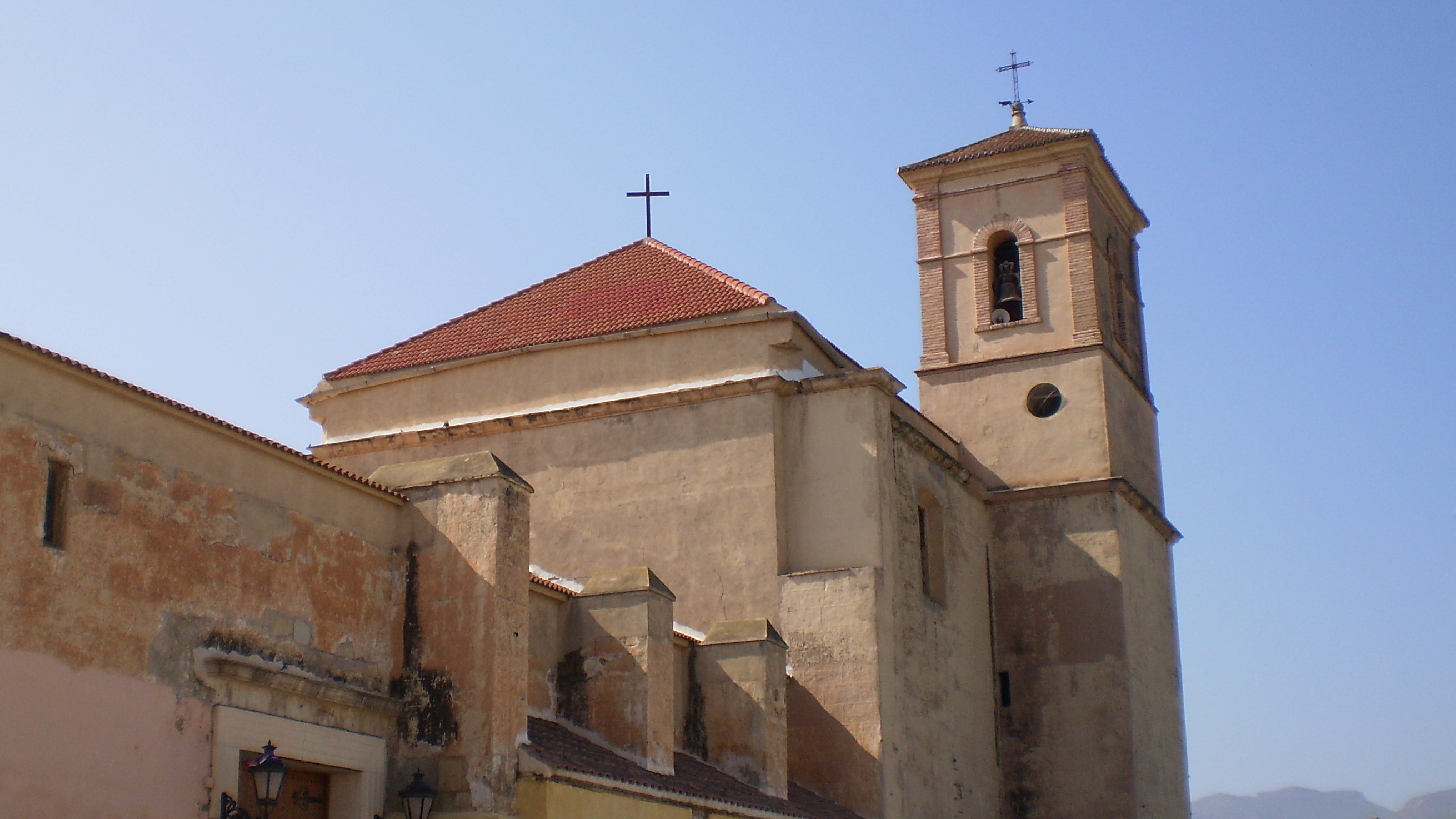
نمایی از ساختمان کلیسای پچینا در استان آلمریای اسپانیا - ۲۰۰۹

پچینا دهستانی در استان آلمریای اسپانیا است.
در این دهستان ۲٬۹۱۰ نفر زندگی می‌کنند. مساحت این دهستان ۴۶ کیلومتر مربع است.